# Benrus
Benrus es una empresa estadounidense de relojería y de artículos de estilo de vida, fundada en 1921 como taller de reparación de relojes en Nueva York por Benjamin Lazrus y sus dos hermanos, inmigrantes de origen rumano. Los relojes Benrus fueron usados durante décadas por el ejército de los EE. UU., desde la Segunda Guerra Mundial hasta la Guerra de Vietnam.

## Historia

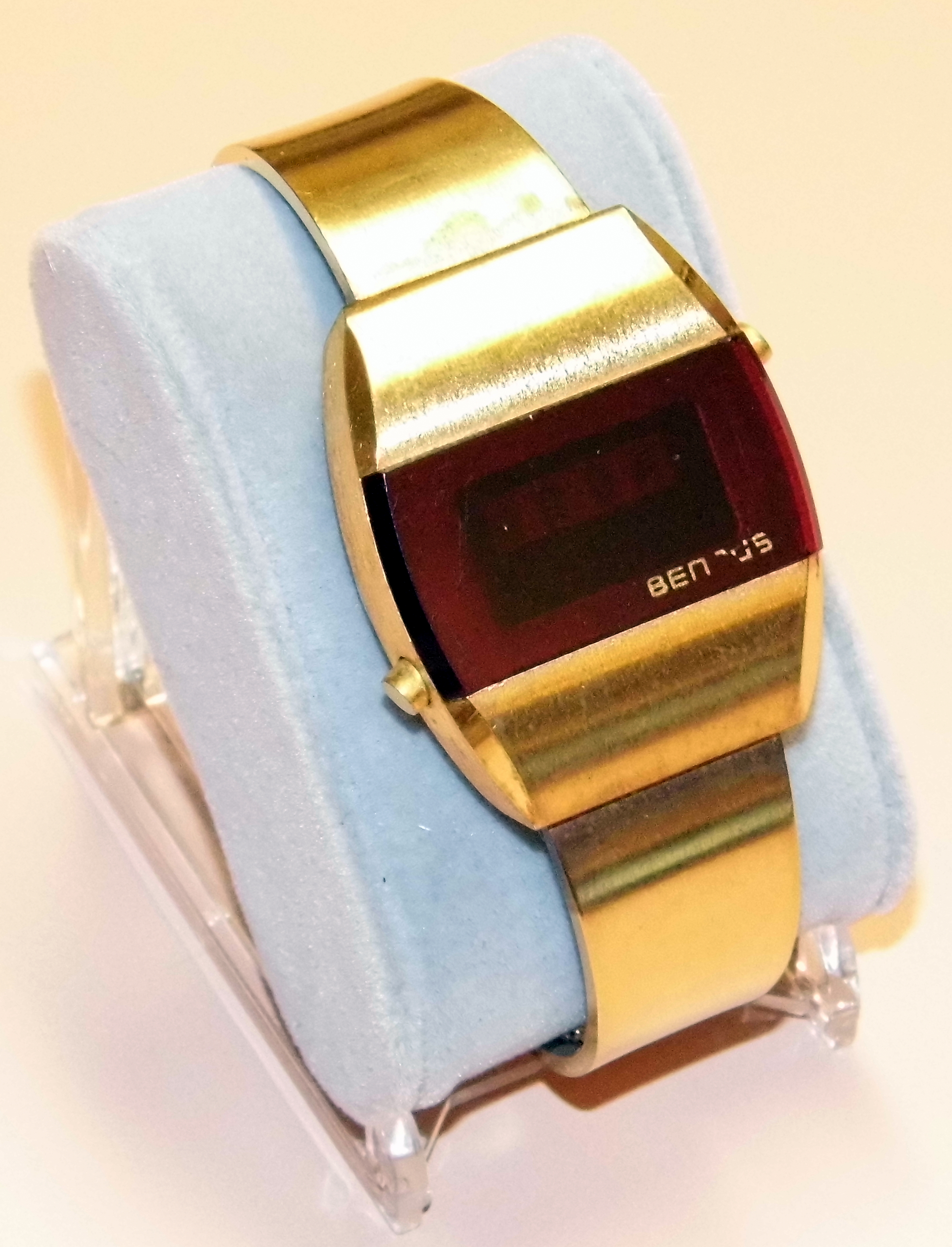
Reloj LED Benrus (hacia 1970)

El nombre "Benrus" es un acrónimo del nombre del cofundador, Benjamin Lazrus.
En la década de 1920, la empresa pasó de la reparación de relojes a la fabricación de cajas de relojes y el ensamblaje de relojes completos utilizando componentes internos importados de La Chaux-de-Fonds, en Suiza. Durante la Segunda Guerra Mundial, la empresa dejó de fabricar relojes y pasó a la fabricación de sistemas de cronometraje (por ejemplo, para espoletas) utilizados en algunos tipos de munición. En los años 1940 y 1950, Benrus lanzó el Sky Chief (un cronógrafo), el Dial-a-Rama, el Wrist Alarm y un reloj de pulsera llamado Embraceable.
A principios de los años 1950, Benrus fracasó en una adquisición hostil sobre la empresa relojera Hamilton, y posteriormente perdió una batalla legal con Hamilton en la que Benrus había adquirido acciones de Hamilton con el propósito declarado de inversión, pero con el propósito real de controlar la empresa. La decisión en este caso se convirtió en parte del Manual Antimonopolio del Departamento de Justicia de los Estados Unidos con respecto al establecimiento de medidas cautelares en casos de situaciones vinculadas a la formación de trusts.
En los años 1960, la empresa introdujo los relojes automáticos y entró en el mercado del automóvil con relojes automáticos montados en el volante de varios modelos de coches. También en esta década, Jerry Lewis fue contratado como promotor de la una de las marcas de la empresa, Belforte.
A principios de la década de 1960, la Comisión Federal de Comercio determinó que las prácticas de marketing de Benrus (en concreto, sus listas de precios publicadas) eran engañosas para una minoría sustancial (alrededor del 14 %) de los clientes potenciales de la época.
La empresa fue vendida a Victor Kiam, a través de quien se integró posteriormente en la compañía Remington Razors, en 1967. Durante los diez años siguientes, la empresa sufrió la competencia de relojes japoneses baratos y adoptó una estrategia de diversificación en relojes militares y joyería de moda. No obstante, Benrus solicitó su quiebra en 1977. Pero después logró volver al equilibrio financiero mediante una reorganización que implicó la celebración de un acuerdo para formar una empresa conjunta con la Wells and Roka Watch Company. A partir de entonces, la empresa comercializó relojes con los dos nombres comerciales de Benrus y Sovereign, sujetos al pago de licencias a través de la empresa conjunta. Benrus se declaró en quiebra una vez más en 1981, debido precisamente al impago de sus licencias. En 1984, la empresa adoptó el nombre de Wells-Benrus Corp. y operaba bajo un acuerdo de quiebra en el que la firma debía 12 millones de dólares a Victor Kiam y buscaba obtener fondos adicionales para mantener las operaciones. La empresa Wells-Benrus tenía su sede en Middlebury (Connecticut).
La marca Benrus fue adquirida a la empresa Wells-Benrus por la Clinton Watch Company de Chicago en 1981, que rebautizó la empresa como Benrus Watch Company. Irving Wein, el propietario, llevó la distribución de Benrus a grandes catálogos y minoristas como Walmart, Kmart, Sears y J. C. Penney. La marca prosperó durante los años 1980 y 1990, hasta que se vendió a M.Z. Berger, un importador de relojes que había adquirido previamente las marcas Elgin, Waltham y Gruen.

## Campañas notables
- En 1926, la campaña de marketing de la empresa giró en torno a Charles Lindbergh, quien, en ese momento, era una de las celebridades más importantes del mundo.[3]
- Benrus desarrolló el modelo de reloj de "aviación deportiva" promocionado por el jugador de béisbol Babe Ruth[3]
- En 2015, Benrus contrató a la modelo estadounidense Camille Kostek para que se convirtiera en embajadora de la marca en su transición para convertirse en una empresa de artículos de estilo de vida.[12]

## Aspectos legales

### Marca registrada
Según la Oficina de Patentes y Marcas de los Estados Unidos, Benrus es propiedad de Benrus Holdings, LLC
Una empresa de relojes de pulsera de lujo, lanzó dos relojes, N°1 y Philo. En 2014, Giovanni Feroce adquirió la licencia y las marcas registradas de Benrus con la intención de transformar la firma en una marca de estilo de vida con los relojes de pulsera como elemento central. En 2017, Feroce perdió el control de las marcas registradas cuando no realizó los pagos a los propietarios anteriores.
El nuevo grupo propietario de las marcas registradas Benrus recibió una orden de restricción temporal del juez de la Corte Superior Michael Silverstein que prohíbe cualquier interferencia con la marca por parte de la antigua empresa de Feroce.
Según los documentos judiciales, Feroce y su entidad tienen "prohibido temporalmente utilizar, publicitar, vender, comercializar, disponer, transferir y gravar cualquier producto que lleve la marca (Benrus) y/o propiedad intelectual relacionada". Feroce y su entidad tienen prohibido el uso del sitio benrus.com. El tribunal designó un síndico para liquidar los activos de la antigua empresa, con numerosos acreedores que reclaman el pagos pendientes. En 2018, Buffalo Bills demandó a Benrus y Feroce por incumplimiento de contrato, alegando la falta de pago de 1 millón de dólares de un acuerdo de patrocinio.